# Sigfrid Ullman
Sigfrid Benjamin Ullman (født 3. februar 1886 i Varberg, død 28. februar 1960) var en svensk maler. Han var bror til forfatteren Gustaf Ullman og nevø til biskoppen Uddo Lechard Ullman. I andet ægteskab var han gift med Nanna Ullman, født Johansen.
Ullman hørte til Göteborg-gruppen, påvirkedes af nyimpressionismen og fordybede sig i gammel kunst, hvis fortrin han søgte at forene med de nyeste malerretninger; hans kunst med dens megen kunnen og faste tag i formen blev derfor ofte — som det sås på Göteborg-udstillingen i 1923 — et tilbageslag mod det rent impressionistiske syn. 
I 1915 udstillede Ullman i Kunstforeningen i København en del landskaber og figurbilleder. På ovennævnte Göteborg-udstilling sås, foruden farveskønne stilleben, store portrætter af fru Werenskiold og af maleren Henrik Sørensen (1923) og mange andre. I Göteborgs konstmuseum er Ullman repræsenteret ved det store Adam og Eva med mere. Han var forstander ved Valands malerskole 1929-38.